# Zabałaccie (sielsowiet Zawadskaja Słabada)
Zabałaccie (biał. Забалацце; ros. Заболотье; pol. hist. Zabołocie) – wieś na Białorusi, w obwodzie mohylewskim, w rejonie mohylewskim, w sielsowiecie Zawadskaja Słabada.
Wieś Zabołocie ekonomii mohylewskiej w drugiej połowie XVII wieku. 
Do 1917 położone było w Rosji, w guberni mohylewskiej, w powiecie mohylewskim. Następnie w granicach Związku Sowieckiego. Od 1991 w niepodległej Białorusi.